# Знак открытости
Знак открытости (◌᪷) — диакритический знак, используемый в транскрипции Teuthonista.

## Использование
В Teuthonista обозначает большую открытость гласного. Для обозначения ещё большей открытости знак может быть удвоен (◌᪸), а для указания на ослабление открытости — помещён в скобки (◌᪷᪽).
В 1927 году был введён в МФА для обозначения большей открытости (параллельно с кнопкой вниз снизу — ◌̞). В 1976 году значение символа была расширено — теперь он мог обозначать не только открытые гласные, но и согласные-аппроксиманты. В 1989 году знак был исключён из МФА и полностью заменён на кнопку вниз снизу.